# Caecilia mertensi
Caecilia mertensi és una espècie d'amfibi de la família dels cecílids. És endèmica de Sud-amèrica, on se n'han trobat diversos individus a l'estat brasiler de Mato Grosso. No se sap gaire cosa sobre el seu hàbitat i la seva història natural. Es desconeix si hi ha cap amenaça significativa per a la supervivència d'aquesta espècie. Fou anomenada en honor de l'herpetòleg alemany Robert Mertens.